# Whitehaven Beach

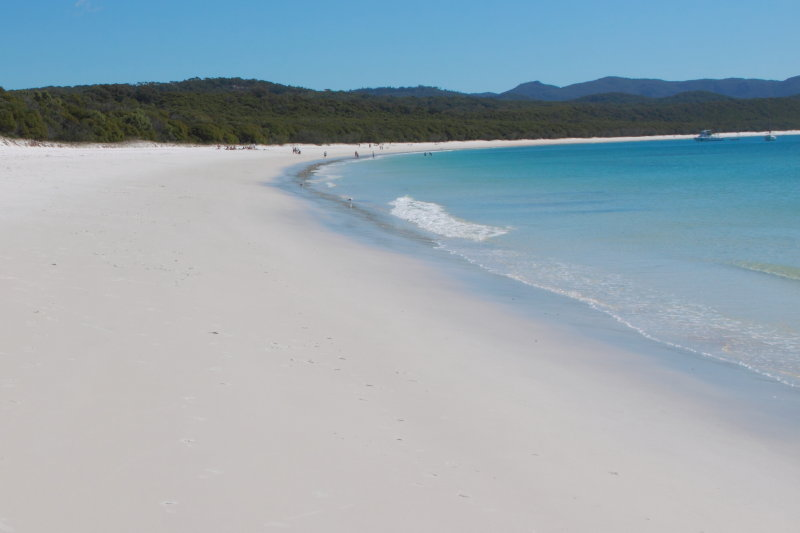
Whitehaven Beach gilt als einer der „weißesten Strände der Welt“

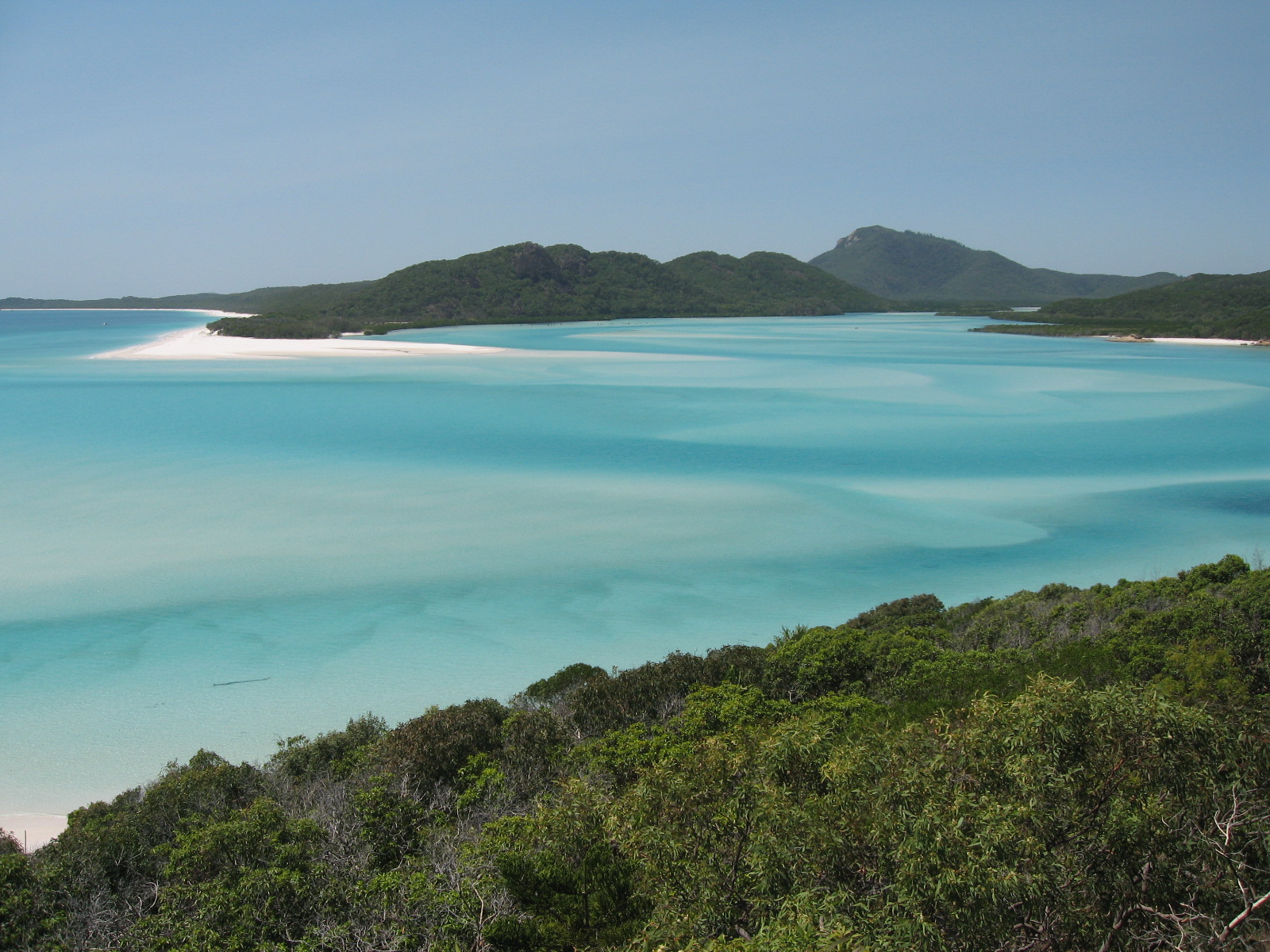
Hill Inlet

Der Whitehaven Beach ist ein (Bade-)Strand an der Ostküste der australischen Whitsunday Island. Er gilt als einer der beliebtesten Strände weltweit, sein Sand weist einen Quarzgehalt von nahezu 99 % auf und gilt mit einem offensichtlich hohen Anteil an Ausscheidungen von Papageifischen als einer der „weißesten“ Strände der Welt.

## Lage
Whitehaven Beach liegt vor der Ostküste Australiens im Bundesstaat Queensland auf der Insel Whitsunday Island und ist am besten von Hamilton Island oder Airlie Beach aus erreichbar. Der Strand liegt an der Ostküste der Insel und erstreckt sich auf einer Länge von acht Kilometern.

## Tourismus
Die ganze Insel ist ein Nationalpark. Bis auf eine Campingarena im südlichen Inselabschnitt gibt es keine Hotels oder sonstigen Gebäude auf der Insel. Es gibt tägliche Fährverbindungen zur Insel.
CNN zeichnete den Strand als einen der weltbesten Öko-Strände aus: „Dieser 4,3 Meilen lange weiß funkelnde Strand hat viele Preise gewonnen, darunter ‚sauberster Strand in Queensland‘ sowie nationale Auszeichnungen für Wertstoffrückgewinnung und Umweltschutz. Die Besucher werden begrenzt durch die Great Barrier Reef Marine Park Authority und man muss sich mit einem Tour-Guide für den Zugang registrieren lassen.“